# Jozef Medveď
Jozef Medveď (* 16. září 1950, Bacúch, Československo) je slovenský politik a vysokoškolský pedagog, v letech 2009–2010 ministr životního prostředí Slovenska. Je členem politické strany SMER – sociálna demokracia.

## Život
Studoval na Vysoké škole ekonomické v Bratislavě, odboru finance. V roce 1993 absolvoval studijní a pracovní pobyt ve Švýcarsku. V letech 1985–1990 působil ve funkci proděkana Fakulty ekonomiky služeb a cestovního ruchu Vysoké škole ekonomické v Banské Bystrici, v letech 1990–1993 byl jejím děkanem.
V období let 1994–1995 působil ve funkci předsedy představenstva "Carpatia Consulta Banská Bystrica, a.s.". Byl prorektorem na banskobystrické pobočce české soukromé Bankovní institut vysoké školy. V minulosti působil též jako děkan Fakulty financí Univerzity Mateje Bela v Banské Bystrici.
Dne 29. října 2009 byl jmenován do funkce ministra životního prostředí. Premiér z tohoto resortu v minulosti odvolal nominanta za Slovenskou národní stranu. I když toto křeslo náleželo na základě koaliční smlouvy právě SNS, předseda vlády Robert Fico na něj jmenoval Medveďa jakožto nominanta strany SMER – sociálna demokracia. S platností k 30. června 2010 došlo ke zrušení celého ministerstva, jeho agendu tak od následujícího dne převzalo ministerstvo zemědělství, životního prostředí a regionálního rozvoje.